# 유시창
유시창(劉始昌, ? ~ 기원전 96년)은 전한 중기의 제후로, 치천의왕의 아들이다.

## 생애
원삭 2년(기원전 127년), 임중후(臨衆侯)에 봉해졌다.
태시 원년(기원전 96년)에 죽으니 시호를 경(敬)이라 하였고, 작위는 아들 유혁생이 이었다.

## 출전
- 사마천, 《사기》 권21 건원이래왕자후자연표
- 반고, 《한서》 권15상 왕자후표 上

| 선대 (첫 봉건) | 전한의 임중후 기원전 127년 5월 을사일 ~ 기원전 96년 | 후대 아들 임중강후 유혁생 |